# 東家渡場大常夜燈籠

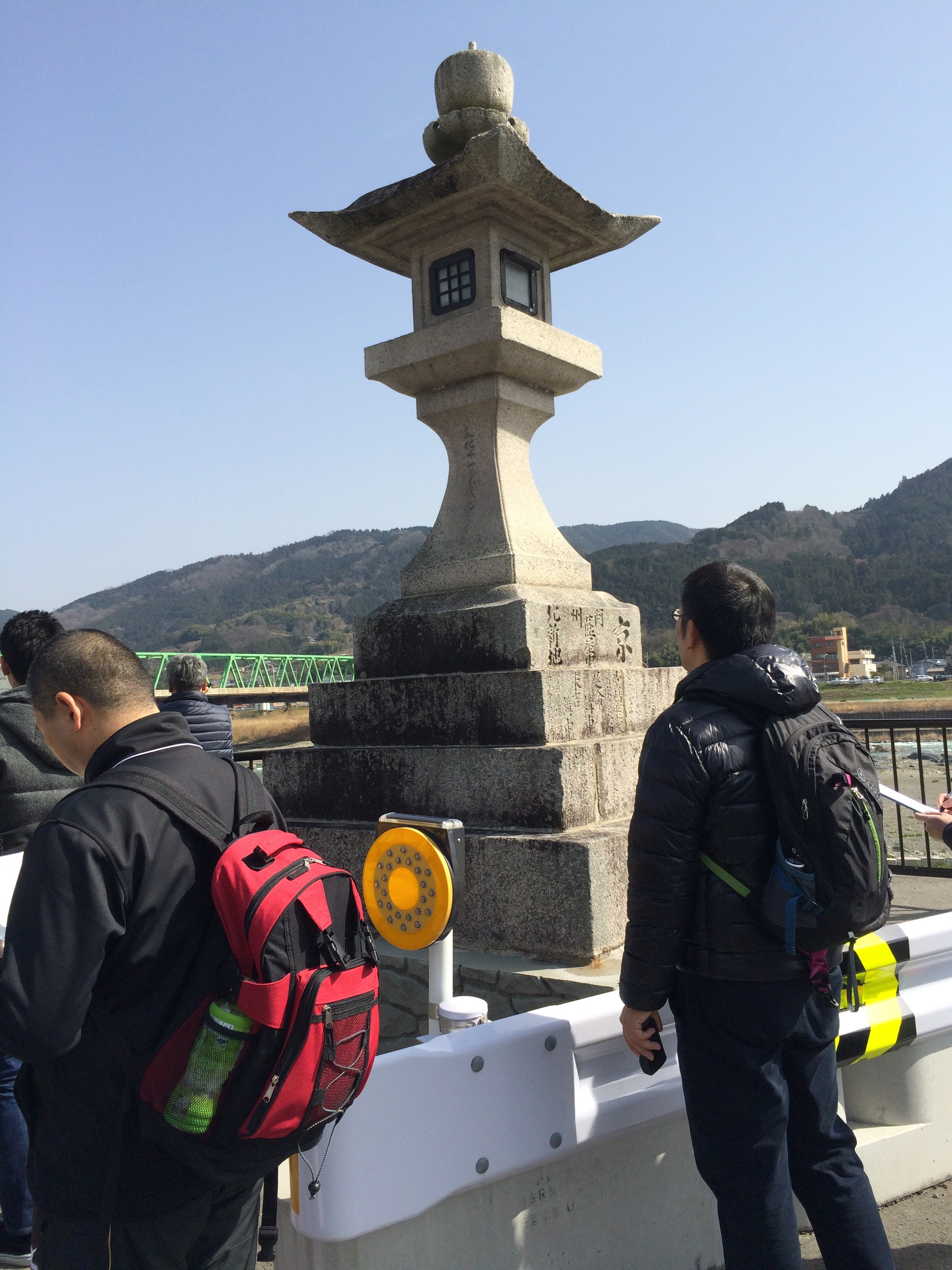
東家渡場大常夜燈籠

東家渡場大常夜燈籠（とうげわたしばだいじょうやとうろう）は、和歌山県橋本市東家にある燈籠。
紀の川の渡場の目印として利用された大きな燈籠で、昭和56年（1981年）8月28日、橋本市指定文化財第26号に指定された。

## 歴史
京都・大阪・堺から高野山に向かう高野街道は、かつては九度山町の慈尊院から町石道を登ったが、室町時代後期には新しく開かれた、御幸辻から南下して当地に至り、紀の川を渡って学文路（かむろ）経由で高野山に至る道が主流となった。
天正15年（1587年）には木食応其によって、橋本の名の由来にもなる橋がかけられたが、3年後には増水により流失している。
その後は舟での横渡が行われるようになり、川北岸渡場にこの大常夜燈籠が建てられた。
建造は文化11年（1814年）で、「無銭横渡」の場を伝える役目を長く果たしてきたが、河川改修のため現在地に移築された。
元は同型の燈籠がもう1基相対していたが、洪水により流失している。
台座4面の銘文には、阿波国藍商人をはじめとして、京都・大阪・堺の商人、和歌山の川舟仲間など、多くの講社、信者の浄財で建てられたことが記されている。

## 交通アクセス
南海電気鉄道高野線及びJR西日本和歌山線橋本駅より徒歩9分。

## 周辺
- 応其寺
- 高野街道